# NGC 7109
NGC 7109 је елиптична галаксија у сазвежђу Јужна риба која се налази на NGC листи објеката дубоког неба.
Деклинација објекта је - 34° 26' 46" а ректасцензија 21h 41m 58,5s. Привидна величина (магнитуда) објекта NGC 7109 износи 13,4 а фотографска магнитуда 14,4. NGC 7109 је још познат и под ознакама ESO 403-15, MCG -6-47-11, VV 376, PGC 67192.